# Las pícaras
Las pícaras va ser una minisèrie de televisió, estrenada per Televisió espanyola en 1983. El pressupost mitjà dels episodis era de 26.529.623 pessetes.

## Argument
La sèrie recrea en cadascun dels seus episodis, d'altres obres del gènere de Novel·la picaresca de la Literatura espanyola del Segle d'Or, si bé carregant les tintes en els aspectes eròtics i amorosos.

## Llistat d'episodis
- La tía fingida, de Miguel de Cervantes - 8 d'abril de 1983
  - Lola Forner
  - Emilio Gutiérrez Caba
  - Fiorella Faltoyano
  - Direcció: Antonio del Real

- La garduña de Sevilla, d'Alonso de Castillo Solórzano - 15 d'abril de 1983
  - Amparo Muñoz
  - Pedro Mari Sánchez
  - Fernando Fernán Gómez
  - Ángel de Andrés
  - Carla Duval
  - Direcció: Francisco Lara Palop

- La viuda valenciana, de Lope de Vega - 22 d'abril de 1983
  - Cristina Marsillach
  - Francisco Cecilio
  - Teresa del Río
  - Antonio Iranzo
  - Luis Lorenzo
  - Alfredo Mañas
  - José Vivó
  - Direcció: Francisco Regueiro

- La Pícara Justina, de Francisco López de Úbeda- 29 d'abril de 1983
  - Ana Obregón
  - Patxi Andión
  - Direcció: José María Gutiérrez

- La lozana andaluza, de Francisco Delicado - 6 de maig de 1983
  - Norma Duval
  - Valentín Paredes
  - Florinda Chico
  - Mario Pardo
  - Tomás Zori
  - Paco Maldonado
  - Direcció: Chumy Chúmez

- La hija de Celestina, de Salas Barbadillo - 13 de maig de 1983
  - Victoria Vera
  - Máximo Valverde
  - Queta Claver
  - Daniel Dicenta
  - Luis Escobar
  - Alfredo Mayo
  - Direcció: Angelino Fons